# 马志鹏
马志鹏（1947年1月—），河北大城人；北京化工学院化工系化工机械专业毕业。1972年1月加入中国共产党。现任中共中央纪委委员，北京市委常委、市纪委书记。
马亮的儿子

## 生平
- 中央国家机关工委组织部部长
- 中央纪委常委（2002年-2006年）
- 中央纪委委员（2007年至今）
- 中共北京市委常委、市纪委书记（2006年至今）[2]